# آل هادي صالح (مودية)

تعديل مصدري - تعديل

آل هادي صالح هي إحدى قرى عزلة مودية بمديرية مودية التابعة لمحافظة أبين، بلغ تعداد سكانها 38 نسمة حسب تعداد اليمن لعام 2004.